# Towhid Hridoy
Md Towhid Hridoy (bengalisch তাওহীদ হৃদয়; * 4. Dezember 2000 in Bogra, Bangladesch) ist ein bangladeschischer Cricketspieler, der seit 2023 für die bangladeschische Nationalmannschaft spielt.

## Kindheit und Ausbildung
Hridoy war Teil des bangladeschischen Teams beim ICC U19-Cricket-Weltmeisterschaft 2018 und qewann mit diesem die Ausgabe 2020.

## Aktive Karriere
Hridoy gab sein Debüt in der Nationalmannschaft in der Twenty20-Serie gegen England im März 2023. Kurz darauf folgte gegen Irland sein ODI-Debüt, wobei ihm ein Fifty über 92 Runs gelang und er als Spieler des Spiels ausgezeichnet wurde. Im Sommer 2023 gelang ihm dann in ODI-Serien zunächst gegen Irland (68 Runs) und dann gegen Afghanistan (51 Runs) jeweils ein Fifty. Daraufhin wurde er für den Asia Cup 2023 nominiert und erreichte dort gegen Sri Lanka (84 Runs) und Indien (54 Runs) jeweils ein Half-Century. Kurz darauf wurde er für den Cricket World Cup 2023 nominiert. Dort war seine beste Leistung ein Fifty über 74 Runs gegen Australien. Für die Tour gegen Sri Lanka im März 2023 wurde er zunächst in den Test-Kader berufen, kam dort jedoch nicht zum Einsatz. In der ODI-Serie der Tour gelang ihm ein Fifty über 96* Runs. In der Vorbereitung für die kommende Weltmeisterschaft erzielt er je ein Fifty in den Twenty20-Serien gegen Simbabwe (57 Runs) und in den Vereinigten Staaten (58 Runs). Beim ICC Men’s T20 World Cup 2024 waren seine beste Leistungen dann je 40 Runs in der Vorrunde gegen Sri Lanka und in der Super-8-Runde gegen Australien.